# Кусоча
Кусоча́ (рос. Кусоча) — село у складі Могойтуйського району Забайкальського краю, Росія. Адміністративний центр та єдиний населений пункт Кусочинського сільського поселення.

## Населення
Населення — 1069 осіб (2010; 1174 у 2002).
Національний склад (станом на 2002 рік):
- буряти — 82 %